# Robert Flügger
Robert Flügger (* 30. April 1896 in Wilhelmshaven; † 14. Februar 1959 in Buchholz in der Nordheide) war ein deutscher Politiker (GB/BHE).
Flügger begann nach seiner Schulausbildung eine Berufsausbildung bis 1914. Direkt im ersten Kriegsjahr meldete er sich freiwillig zum Kriegsdienst in der kaiserlichen Marine. Im Jahr 1915 wurde er verwundet, ging jedoch in den Kriegsdienst zurück. Im Jahr 1917 überlebte er einen Giftgasangriff, wurde jedoch gaskrank. Nach der Entlassung aus dem Kriegsdienst begann er ein Schauspiel- und Gesangsstudium in Essen, Bremen sowie Hamburg. Die Kosten seines Studiums erarbeitete er sich als Bergarbeiter. Im Jahr 1924 siedelte er sich in Schlesien an. Im Jahr 1939 erfolgte seine Einberufung zum Kriegsdienst in der Marine. Er geriet in Gefangenschaft und wurde 1945 entlassen.
Nach seiner Entlassung konnte er als Kriegsvertriebener nicht mehr zurück nach Schlesien. Seit 1950 wurde er daher Mitglied im BHE. Im Kreis Harburg wurde er Kreisvorsitzender.
Flügger wurde zum Mitglied des Niedersächsischen Landtages in der zweiten Wahlperiode vom 22. April 1953 bis 5. Mai 1955 gewählt.